# Checoslováquia nos Jogos Olímpicos de Verão de 1992
A Checoslováquia competiu nos Jogos Olímpicos de Verão de 1992, realizados em Barcelona, Espanha.

## Medalhistas

### Ouro
- Jan Železný — Atletismo, Javelin Masculina Lance
- Robert Změlík — Atletismo, Decathlon Masculina
- Lukáš Pollert — Canoagem, C1 Singles Slalom canadenses masculinas
- Petr Hrdlička — Tiro, Tiro de armadilha Masculina

### Prata
- Jiří Rohan e Miroslav Šimek — Canoagem, C2 Pairs Slalom canadenses masculinas
- Václav Chalupa — Remar, Sculls Individual Masculina

### Bronze
- Luboš Racansky — Rodagem, Jogo de Corrida alvo Masculina

## Tiro
Segunda aparição do tiro ao arco da Tchecoslováquia veio 12 anos depois de sua primeira. Apenas um homem competiu para a Checoslováquia, não avançando para as eliminatórias.
 'Competição individual dos homens' :
- Martin Hámor - Ranking round (não avançar - 65º lugar)

## Atletismo
'Dos homens 110m com barreiras' 
- Igor Kováč
  - Heat — 14.12s (→ não avançou)

 'Dos homens 400m com barreiras' 
- Jozef Kucej
  - Heat — 50.28s (→ não avançou)

 'Maratona dos homens' 
- Karel David — 02:16:34 (→ 19º lugar)

 'Long Jump dos homens' 
- Milão Gombala
  - Heat — 7,69 m (→ não avançou)

 'Salto triplo dos homens' 
- Milan Mikuláš
  - Heat — 16,82 m (→ não avançou)

 'Dos homens Discus Throw' 
- Imrich Bugar
  - Heat — 58,70 m (→ não avançou)

 'Dos homens Javelin Throw' 
- Jan Železný
  - Final — 89.66m (→  'Medalha de Ouro' )

 'Throw de martelo dos homens' 
- Pavel Sedláček
  - Heat — 67,76 m (→ não avançou)

 '20 dos homens; km Walk' 
- Pavol Blažek - 01:29:23 (→ 17º lugar)
- Igor Kollár - 01:29:38 (→ 19º lugar)
- Jan Záhončík - 01:33:37 (→ 28º lugar)

 '50 dos homens; km Walk' 
- Roman MRAZEK - 03:55:21 (→ 5º lugar)
- Pavol Szikora - 04:17:49 (→ 27º lugar)
- Pavol Blažek - 04:22:33 (→ 29º lugar)

 'Decathlon dos homens' 
- Robert Změlík — 8,611 pontos (→  'Medalha de Ouro' )

 'Maratona Feminina' 
- Alena Peterkova - 02:53:30 (→ 25º lugar)

 'Das mulheres do salto alto' 
- Šárka Kašpárková
  - Heat — 1.88m (→ não avançou)

- Šárka Nováková
  - Heat — 1,83 m (→ não avançou)

 'Feminina Discus Throw' 
- Vladimíra Malátová
  - Heat — 59.04m (→ não avançou)

## Badminton
'Homens' 
- Tomasz Mendrek - Round of 32 (perdeu para o Foo Kok Keong MAS 0-2)

 'Mulheres' 
- Eva Lacinová - Round of 64 (perdeu para Doris Piche CAN 0-2)

## Basquetebol

### Competição Equipa Feminina
- 'Rodada Preliminar (Grupo B)' 
  - Perdeu para  Estados Unidos (55-111)
  - Perdeu para  Espanha (58-59)
  - Perdeu para  China (70-72)
- 'Classificação Jogos' 
  -  'Quinto ao oitavo lugar' : Derrotado  Brasil (74-62)
  -  '5o-6o lugar' : perdeu para a Espanha (58-59) →  'O sexto lugar'

- Team Roster
  - Iveta Bielikova
  - Martina Luptakova
  - Ana Janostinova
  - Eva Nemcova
  - Ana Chupikova
  - Eva Antalecova
  - Renata Hirakova
  - Adriana Chamajova
  - Erika Burianova
  - Kamila Vodickova
  - Milena Razgova
  - Eva Berkova

## Boxe
'Flyweight (51 kg)' 
- Stanislav Vagaský - Round of 32 (perdeu para Isidrio Visvera PHI)

 'Flyweight (51 kg)' 
- Michal Franek - Round of 32 (perdeu para o Lee Seung-Bae KOR)

 'Middleweight (75 kg)' 
- Michal Franek - Round of 32 (perdeu para o Lee Seung-Bae KOR)

 'Heavyweight (91 kg)' 
- Vojtěch Rückschloss - Quartos de final (perdeu para o David Tua NZL rsc - 5º lugar)

 'Super Heavyweight (+ 91 kg)' 
- Peter Hrivnak - Quartos de final (perdeu para o  Brian Nielsen DEN 14/04 - 5º lugar)

## Canoagem

### Flatwater
'K1 - 500 m homens' 
- Attila Szabó - semifinal (não avançou)

 'K2 - 500 m homens' 
- Juraj Kadnár, Róbert Erban - semifinal (não avançou)

 'C1 - 500 m homens' 
- Slavomír Kňazovický - final: 1: 54.51 (4º lugar)

 'C2 - 500 m homens' 
- Jan Bartůněk, Waldemar Fibigr - final: 1: 44.70 (8º lugar)

 'K1 - 1000 m homens' 
- Róbert Erban - semifinal (não avançou)

 'K2 - 1.000 m homens' 
- René Kučera, Petr Hruška - final: 3: 23.12 (7º lugar)

 'K4 - 1000 m homens' 
- Jozef Turza, Juraj Kadnár, Róbert Erban,  Attila Szabó - final: 2: 57.06 (4º lugar)

 'C1 - 1000 m homens' 
- Jan Bartůněk - final: 4: 15,25 (8º lugar)

 'C2 - 1000 m homens' 
- Jan Bartůněk, Waldemar Fibigr - final: 1: 44,70 (8º lugar)

 'K2 - 500 m mulheres' 
- Jobánková, Janáčková - semifinal (não avançou)

 'K4 - 500 m mulheres' 
- Jobánková, Janáčková, Havelková, Vokurková - semifinal (não avançou)

### Slalom água
'K1 homens' 
- Luboš Hilgert - 116,63 (23º lugar)
- Pavel Prindiš - 117.60 (24º lugar)

 'C1 homens' 
- 'Lukáš Pollert - 113,69 (medalha de ouro)'
- Jakub Prüher - 151,85 (26º lugar)

 'C2 homens' 
- 'Miroslav Šimek, Jiří Rohan - 124,25 (medalha de prata)'
- Petr Štercl, Pavel Štercl - 130,42 (6º lugar)
- Jan Petricek, Tomáš Petricek - 131,86 (7º lugar)

 'K1 mulheres' 
- Zdenka Grossmannová - 135,79 (5º lugar)
- Štěpánka Hilgertová - 141,43 (12º lugar)
- Marcela Sadilová - 150,38 (20º lugar)

## Ciclismo

### Ciclismo de estrada
'Julgamento equipe Road' 
- Checoslováquia - 02:06:44 (8º lugar)
  - Jaroslav Bílek
  - Miroslav Lipták
  - Pavel Padrnos
  - František Trkal

 'Corrida de estrada individual' 
- František Trkal - 25º lugar
- Lubomír Kejval - 27º lugar
- Pavel Padrnos - lugar 69

### De Ciclismo em Pista
'4 km perseguição individual' 
- Michal Baldrian - 14º lugar

 '4 km equipe busca' 
- Checoslováquia - 8º lugar
  - Jan Panacek
  - Pavel Tesař
  - Rudolf Juřický
  - Svatopluk Buchta

Do sprint individual
- Jaroslav Jeřábek - 13º lugar

Pontos Pessoa corrida
- Lubor Tesař - 5º lugar

## Mergulho
'Das mulheres trampolim de 3m' 
- Heidemarie Bártová
  - Rodada Preliminar — 286,14 pontos
  - Final — 491,49 pontos (→ 4º lugar)

## Hipismo
'Salto' 
- Jiří Pechacek, Garta - retirou-se devido a doença do cavalo em redondo da qualificação

## Esgrima
Cinco esgrimistas masculinos representado Checoslováquia em 1992.
 épée Masculina
- Aleš Depta - 16º lugar
- Jiří Douba - 21º lugar
- Roman Ječmínek - 35º lugar

 épée da equipe dos homens
- Checoslováquia - grupo preliminar: 2 derrotas (não avançou, 9º lugar)
  - Aleš Depta
  - Jiří Douba
  - Roman Ječmínek
  - Franc Michal
  - Tomáš Kubíček

## Ginástica
Dois homens e três mulheres checoslovacos participou da competição de ginástica artística, mas apenas Pavla Kinclová conseguiu avançar para as finais all-around, em comparação com três finalistas em 1988, onde entrou Checoslováquia equipe feminina inteiras. Daniela Bártová mais tarde mudou para o atletismo e participou nos Jogos Olímpicos de 2000 em salto com vara. Lenka Oulehlová segundo de seus três participações olímpicas com ela (e da Checoslováquia de todos os tempos ginástica rítmica) registraram melhores Jogos Olímpicos resultar - 8º lugar.

### Ginástica Artística
'Homens' 
- Martin Modlitba - qualificação all-around: 112,625 pontos (lugar 62)
- Arnold Bugar - qualificação all-around: 111,200 pontos (77º lugar)

 'Mulheres' 
- Pavla Kinclová - último all-around: 38,899 pontos (24º lugar)
- Iveta Poloková - qualificação all-around: 76,773 pontos (lugar 58)
- Daniela Bártová - qualificação all-around: 76,535 pontos (64º lugar)

### Ginástica Rítmica
'Individual' 
- Lenka Oulehlová - final: 56,137 pontos (8º lugar)
- Jana Šrámková - qualificação: 27,650 pontos (16º lugar)

## Handebol

### Competição Equipa Masculina
- 'Rodada Preliminar (Grupo A)' 
  - Checoslováquia – Suécia 14-20
  - Checoslováquia – Islândia 16-16
  - Checoslováquia – Coréia do Sul 19-20
  - Checoslováquia – Brasil 27-16
  - Checoslováquia – Hungria 18-20
- 'Classificação Match' 
  -  '9/10 ° lugar' : Tchecoslováquia – Alemanha 20-19 (→  'lugar Nona' )

- Team Roster
  - Petr BAUMRUK
  -  Roman Becvar
  - Zoltán Bergendi
  - Milão Folta
  - Petr Házl
  - Ľuboš Hudak
  - Peter Kakaščík
  - Peter Kalafut
  - Lança Václav
  - Peter Mesiarik
  - Bohumír Prokop
  - Ján Sedláček
  - Martin Setlik
  - Ľubomír Švajlen
  - Michal Tonar
  - Zdeněk Vaněk
- 'Head Coach' : František Šulc

## Judô
'60 kg homens  '
- Petr Šedivák - 1ª etapa (perdeu para Júnior BRA)

 '65 kg homens  '
- Pavel Petrikov - 3ª eliminatória (perdeu para Csak HUN), repescagem 1ª eliminatória (perdeu para Laats BEL)

 '71 kg homens  '
- Josef Věnsek - 3ª eliminatória (perdeu para Korhoren FIN)

 '95 kg homens  '
- Jiří Sosna - 2ª rodada (perdeu para Aurelio BRA)

 '61 kg mulheres  '
- Miroslava Jánošíková - 3ª eliminatória (perdeu para Arad ISR), repescagem 1ª eliminatória (perdeu para Martin ESP)

## Pentatlo moderno
Três pentatletas do sexo masculino representou a Tchecoslováquia em 1992.
Homens
- Petr Blažek - 5,239 pontos (14º lugar)
- Tomáš Fleissner - 5.128 pontos (29º lugar)
- Jiří Prokopius - 4,635 pontos (57º lugar)

 'Homens - equipes' 
- Checoslováquia - 15,002 pontos (9º lugar)
  - Petr Blažek
  - Tomáš Fleissner
  - Jiří Prokopius

## Remo
'Sculls Single Men' 
- 'Václav Chalupa - final: 6: 52.93 (medalha de prata)'

 'Pares Coxed homens' 
- Checoslováquia - retirou-
  - Michal Dalecký, Dušan Macháček, cox Oldřich Hejdušek

 'Fours com Timoneiro homens' 
- Checoslováquia - 10º lugar
  - Petr Batek, Martin Parkan, Martin Tomaštík, Ivo Zerava, cox Martin Svoboda

 'Eights homens' 
- Checoslováquia - 12º lugar
  - Radek Zavadil, Pavel Sokol, Petr Blecha, Jan Benes, Pavel Menšík, Ondřej Holecek, Jiří Sefcik, Dušan Businský, cox Jiří Ptak

 'Fours emparelhados mulheres' 
- Checoslováquia - final: 6: 35,99 (6º lugar)
  - Irena Soukupová, Michaela Burešová, Hana Kafková, Lubica Novotníková

 'Eights mulheres' 
- Checoslováquia - 8º lugar
  - Hana Žáková, Hana Dariusová, Renata Beránková, Martina Šefčíková, Sabina Telenská, Radka Zavadilová, Michaela Vávrová, Eliška Jandová, korm.Lenka Kováčová

## Vela
'Sailboard dos homens (Lechner A-390)' 
- Patrik Hrdina
  - Classificação final — 239,0 pontos (→ 25º lugar)

 'Feminina 470 Classe' 
- Renata Srbová e Radmila Dobnerová
  - Classificação final — 112 pontos (→ 16º lugar)

## Rodagem
'Homens rifle de ar' 
- Petr Kurka - 588 pontos (13º lugar)
- Dalimil Nejezchleba - 586 pontos (21º lugar)

 'Os homens livres de pistola' 
- Stanislav JIRKAL - 553 pontos (17º lugar)

 'Air homens de pistola' 
- Stanislav JIRKAL - 580 pontos (10º lugar)

 'Rápidos homens de pistola fogo' 
- Jindřich Skupa - 584 pontos (13º lugar)

 'Carabina Deitado homens' 
- Milan Bakes - 591 pontos (31º lugar)
- Miroslav Varga - 591 pontos (31º lugar)

 'Rifle 3x40 homens' 
- Petr Kurka - 1162 pontos (11º lugar)
- Milan Bakes - 1155 pontos (21º lugar)

 'Homens Skeet' 
- Luboš Adamec - 197 pontos (11º lugar)
- Leoš Hlavacek - 196 pontos (16º lugar)
- David Valter - 195 pontos (21º lugar)

 'Trap' homens 
- 'Petr Hrdlička - 219 pontos (medalha de ouro)'
- Pavel Kubec - 218 pontos (5º lugar)

 'Correr alvo' 
- 'Luboš Racansky - 670 pontos (medalha de bronze)'
- Miroslav Januš - 572 pontos (9º lugar)

 'Mulheres rifle de ar' 
- Dagmar Bilkova - 494,9 pontos (4º lugar)
- Lenka Koloušková - 586 pontos (17º lugar)

 'Padrão rifle 3x20 mulheres' 
- Lenka Koloušková - 579 pontos (9º lugar)
- Dagmar Bilkova - 571 pontos (24º lugar)

 'Mulheres esporte pistola' 
- Jindřiška Simkova - 575 pontos (14º lugar)
- Regina Kodýmová - 573 pontos (21º lugar)

## Natação
'100m dos homens Costas' 
- Rastislav Bizub - calor: 57,57 s (não avançou, 24º lugar)
- Marcel Blazo - calor: 57,61 s (não avançou, 26º lugar)

 '200m dos homens Costas' 
- Marcel Blazo - calor: 2: 02.81 (não avançou, 19º lugar)
- Rastislav Bizub - calor: 2: 03,30 (não avançou, 23º lugar)

 '100m Bruços dos homens' 
- Radek Beinhauer - calor: 1: 04.88 (não avançou, 32º lugar)

 '200m Bruços dos homens' 
- Radek Beinhauer - B-final: 2: 16.07 (13º lugar)

 '50m Feminina Freestyle' 
- Martina Moravcova - calor: 26,92 s (não avançou, 29º lugar)

 'De 100m das mulheres Freestyle' 
- Martina Moravcova - calor: 57,19 s (não avançou, 18º lugar)

 'Das mulheres 400m Freestyle' 
- Olga Šplíchalová - calor: 4: 15.43, B-final: 4: 16.41 (14º lugar)
- Hana Černá - calor: 4: 19.87, B-final, B-final: 4: 21.50 (16º lugar)

 'Das mulheres 800m Livres' 
- Olga Šplíchalová - final: 8: 37.66 (6º lugar)

 '100m Costas Femininos' 
- Helena Strakova - calor: 1: 05.38 (não avançou, 30º lugar)
- Martina Moravcova - calor: 1: 05.73 (não avançou, 31º lugar)

 '200m Costas Femininos' 
- Helena Strakova - calor: 2: 18.44 (não avançou, 30º lugar)

 '100m Bruços Femininos' 
- Lenka Maňhalová - calor: 1: 13.96 (não avançou, 29º lugar)

 'Das mulheres 100m borboleta' 
- Martina Moravcova - calor: 1: 02.11 (não avançou, 19º lugar)

 'Das mulheres 200m Individual Medley' 
- Hana Černá - calor: 2: 19.93 (não avançou, 22º lugar)
- Lenka Manhalová - calor: 2: 20.52 (não avançou, 24º lugar)

 'Das mulheres 400m Individual Medley' 
- Hana Černá - B-final: 4: 50.30 (14º lugar)

## Nado sincronizado
Um nadador sincronizado representado Checoslováquia em 1992.
 Solo Feminina
- Lucie Svrčinová

## Tênis de mesa
'De singles dos homens' 
- Petr Korbel - grupo preliminar: 2 vitórias, 1 derrota (não avançou)
- Roland Vimi - grupo preliminar: 1 vitória, 2 derrotas (não avançou)
- Tomáš Janci - grupo preliminar: 3 derrotas (não avançou)

As mulheres escolhem o
- Marie Hrachová - 4º lugar
  - Grupo preliminar: 3 vitórias
  - Rodada de 16: perdeu para Chai Po Wa HKG 0-3

Duplas femininas
- Marie Hrachová, J. Mihočková - grupo preliminar: 2 vitórias, 1 derrota (não avançou)

## Tênis
'Homens' 
| - | Atleta | Evento | Round of 64 | Round of 32 | Round of 16 | Quartas De Final Semifinais! | Medalha de Jogo | Medalha de Jogo | - | Oposição /> <br Pontuação | Classificação | - | Marián Vajda | Singles | ISR G Bloom Verão 'L' 6-7 (7), 1-6, 0-6 | Não avançou | Não avançou | Não avançou | Não avançou |

 'Mulheres' 
| - | Atleta | Evento | Round of 64 | Round of 32 | Round of 16 | Quartas De Final Semifinais! | Medalha de Jogo | Medalha de Jogo | - | Oposição /> <br Pontuação | Classificação | - | Jana Novotná | Singles | EUN N Zvereva Verão 'L' 1-6, 0-6 | Não avançou | Não avançou | Não avançou | Não avançou | Não avançou | Não avançou | - | Helena Suková | Singles | MAD N Randriantefy Verão 'W' 6-0, 6-1 | MEX Angélica Gavaldón Verão 'L' 6-4, 4-6, 3-5 r. | Não avançou | Não avançou | Não avançou | Não avançou | Não avançou | - | Jana Novotná Andrea Strnadová | Duplas |  | ROM Ruxandra Dragomir {{/> <br flagIOCathlete \| Irina Spîrlea \| ROM \| 1992}} Verão 'W' 6-1, 6-4 | JPN Kimiko Date {{/> <br flagIOCathlete \| Maya Kidowaki \| JPN \| 1992}} Verão 'W' 6-3, 7-6 (4) | AUS Rachel McQuillan {{/> <br flagIOCathlete \| Nicole Provis \| AUS \| 1992}} Verão 'L '3-6, 3-6 | Não avançou | Não avançou | Não avançou |

## Pólo aquático

### Competição Equipa Masculina
- 'Rodada Preliminar (Grupo A)' 
  - Perdeu para Unified Team (6-10)
  - Perdeu para Estados Unidos (3-9)
  - Perdeu para a Alemanha (15/09)
  - Perdeu para a França (14/06)
  - Perdeu para a Austrália (15/09)
- 'Classificação Jogos' 
  - Perdeu para a Holanda (8-9)
  - Perdeu para a Grécia (8-10) →  '12º lugar'

- 'Team Roster' 
  - Roman Bacik
  - Eduard Baluch
  - Vidor Borsig
  - Tomas Bundschuh
  - Pavol Dinzik
  - Peter Hornak
  - Julius Izdinsky
  - Miroslav Janich
  - Stefan Kmeto
  - Roman Polacik
  - Ladislav Vidumansky
  - Petr Veszelits

### Halterofilismo
'82 0,5 kg  '
- René Durbák - 330 kg (147,5 kg + 182,5 kg) - 18 lugar

 '100 kg' 
- Petr Krol - 362,5 kg (162,5 kg + 200 kg) - 12º lugar
- Jaroslav Jokel - 355 kg (162,5 kg + 192,5 kg) - 14º lugar

 '110 kg' 
- Miloš Čiernik - 352,5 kg (160 kg + 192,5 kg) - 16º lugar

 '+ 110 kg' 
- Jiří Zubrický- 392,5 kg (170 kg + 222,5 kg) - 6º lugar

## Luta Greco-romana
'62 kg  '
- Jindřich Vavrla - eliminado na 2ª eliminatória

 '74 kg  '
- Jaroslav Zeman - 7º lugar

 '82 kg  '
- Pavel Frinta - 8º lugar

### Freestyle
'74 kg  '
- Milan Revický - eliminado na 3ª eliminatória

 '82 kg  '
- Jozef Lohyňa - 5º lugar

 '90 kg  '
- Josef Palatinus - eliminado na 3ª eliminatória

 '82 kg  '
- Juraj Stech - eliminado na 2ª eliminatória